# 愛知県第11区
愛知県第11区（あいちけんだい11く）は、日本の衆議院における選挙区。1994年（平成6年）の公職選挙法改正で設置。

## 区域

### 現在の区域
2022年（令和4年）公職選挙法改正以降の区域は以下のとおりである。旧稲武町域が14区から11区に編入されたことにより豊田市の分割は解消された。
- 豊田市
- みよし市

### 2022年以前の区域
2013年（平成25年）公職選挙法改正から2022年の小選挙区改定までの区域は以下のとおりである。
- 豊田市（旧稲武町域を除く）
  - 旭・足助・小原・上郷・挙母・猿投・下山・高岡・高橋・藤岡・松平の各地域自治区
- みよし市

1994年（平成6年）公職選挙法改正から2013年の小選挙区改定までの区域は以下のとおりである。西加茂郡の1町1村、東加茂郡の2町1村は2005年に豊田市に編入され、西加茂郡三好町は2010年に市制施行してみよし市となった。
- 豊田市
- 西加茂郡
- 東加茂郡

## 歴史
トヨタ自動車の企業城下町である豊田市を中心とする選挙区で、トヨタ関連の産業に従事している有権者が多い。そのため、連合系の労組・全トヨタ労連の支持を受ける民社党→新進党→民主党→民進党→希望の党→国民民主党が圧倒的な強さを誇った。小選挙区制施行直後の1996年と2000年は伊藤英成が、伊藤引退後の2003年以降は古本伸一郎が連続で当選していた。伊藤と古本は2人ともトヨタ労組出身者である。
特に2003年の総選挙では、自由民主党が第41回の落選で引退した浦野烋興を再擁立しようとしたが浦野が固辞、結果候補を擁立することを断念したため与党空白区となり、日本共産党候補との一騎討ちとなり、古本は新人であるにもかかわらず現職の内閣総理大臣であった小泉純一郎をしのいで全国トップの得票数を得た。また無効票が2万4882票となり共産党候補の得票を上回る現象が発生した。比例区で与党に投票した有権者が白票を入れたためとみられている。
全国屈指の民主党の票田として知られるが、自民党員は県内15選挙区中最多という状態である。中選挙区時代（旧愛知4区）は浦野幸男・浦野烋興親子がこの地域（豊田・加茂地方）の自民党議員として安定した選挙戦を続けていた。しかし、小選挙区制施行以後は前述の通り全トヨタ労連のバックアップを受ける民主党が勢力を広げており、2005年・2012年の総選挙では全国的な民主党に対する逆風の中、地盤を守り抜いて存在感を示した。
全国的に見ても投票率の高い選挙区であり、2009年の総選挙においては全国第5位となる78.13％に達した。2000年と2003年の総選挙でも県内トップを記録している。
2012年12月16日に行われた第46回衆議院議員総選挙では、古本、八木哲也（自民党）などの4名が立候補し、前職の古本が当選し、八木が比例復活した。自民党が候補者を豊田市議の八木に決定したのは公示日直前の11月27日のことであった。第47回・第48回でも古本が当選し、八木が比例復活した。
しかし、2021年10月31日の第49回衆議院議員総選挙に向けては公示直前に古本が不出馬を表明。古本は「組織内候補が出なければ（超党派連携の）可能性は開ける」と述べ、自民党との連携を模索する全トヨタ労連の方針に従う形での不出馬となった。これにより過去3回の選挙で比例復活してきた八木が他の候補を抑え圧勝し、初めて自民党候補が当選挙区の議席を獲得することとなった。
2024年の第50回衆議院議員総選挙では前回選で候補者を立てられなかった国民民主党が新たに、地元テレビ局のアナウンサーだった丹野みどりを擁立。結果、丹野は八木に4万票近い差で当選。自民党から当選挙区の議席を奪還する形となった。

## 小選挙区選出議員
| 選挙名                 | 年     | 当選者     | 党派       |
| ---------------------- | ------ | ---------- | ---------- |
| 第41回衆議院議員総選挙 | 1996年 | 伊藤英成   | 新進党     |
| 第42回衆議院議員総選挙 | 2000年 | 伊藤英成   | 民主党     |
| 第43回衆議院議員総選挙 | 2003年 | 古本伸一郎 | 民主党     |
| 第44回衆議院議員総選挙 | 2005年 | 古本伸一郎 | 民主党     |
| 第45回衆議院議員総選挙 | 2009年 | 古本伸一郎 | 民主党     |
| 第46回衆議院議員総選挙 | 2012年 | 古本伸一郎 | 民主党     |
| 第47回衆議院議員総選挙 | 2014年 | 古本伸一郎 | 民主党     |
| 第48回衆議院議員総選挙 | 2017年 | 古本伸一郎 | 希望の党   |
| 第49回衆議院議員総選挙 | 2021年 | 八木哲也   | 自由民主党 |
| 第50回衆議院議員総選挙 | 2024年 | 丹野みどり | 国民民主党 |

## 選挙結果
時の内閣：第1次石破内閣 解散日：2024年10月9日 公示日：2024年10月15日
当日有権者数：38万2181人 最終投票率：63.32%（前回比：0.52%） （全国投票率：53.85%（2.08%））
| 当落 | 候補者名   | 年齢 | 所属党派   | 新旧 | 得票数    | 得票率 | 惜敗率 | 推薦・支持 | 重複 |
| ---- | ---------- | ---- | ---------- | ---- | --------- | ------ | ------ | ---------- | ---- |
| 当   | 丹野みどり | 51   | 国民民主党 | 新   | 134,528票 | 56.89% | ――     |            | ○    |
|      | 八木哲也   | 77   | 自由民主党 | 前   | 90,844票  | 38.42% | 67.53% | 公明党推薦 |      |
|      | 植田和男   | 75   | 日本共産党 | 新   | 11,105票  | 4.70%  | 8.25%  |            |      |

- 梅村はれいわ新選組公認で比例東海ブロック単独候補として立候補したが落選。

時の内閣：第1次岸田内閣 解散日：2021年10月14日 公示日：2021年10月19日
当日有権者数：38万3834人 最終投票率：62.80%（前回比：3.74%） （全国投票率：55.93%（2.25%））
| 当落 | 候補者名 | 年齢 | 所属党派   | 新旧 | 得票数    | 得票率 | 惜敗率 | 推薦・支持 | 重複 |
| ---- | -------- | ---- | ---------- | ---- | --------- | ------ | ------ | ---------- | ---- |
| 当   | 八木哲也 | 74   | 自由民主党 | 前   | 158,018票 | 69.07% | ――     |            |      |
|      | 本多信弘 | 45   | 日本共産党 | 新   | 36,788票  | 16.08% | 23.28% |            |      |
|      | 梅村忠司 | 65   | 無所属     | 新   | 33,990票  | 14.86% | 21.51% |            | ×    |

時の内閣：第3次安倍第3次改造内閣 解散日：2017年9月28日 公示日：2017年10月10日
当日有権者数：38万4438人 最終投票率：66.54%（前回比：0.41%） （全国投票率：53.68%（1.02%））
| 当落 | 候補者名   | 年齢 | 所属党派   | 新旧 | 得票数    | 得票率 | 惜敗率 | 推薦・支持 | 重複 |
| ---- | ---------- | ---- | ---------- | ---- | --------- | ------ | ------ | ---------- | ---- |
| 当   | 古本伸一郎 | 52   | 希望の党   | 前   | 134,698票 | 53.80% | ――     |            | ○    |
| 比当 | 八木哲也   | 70   | 自由民主党 | 前   | 96,978票  | 38.74% | 72.00% | 公明党推薦 | ○    |
|      | 本多信弘   | 41   | 日本共産党 | 新   | 18,685票  | 7.46%  | 13.87% |            |      |

時の内閣：第2次安倍改造内閣 解散日：2014年11月21日 公示日：2014年12月2日
当日有権者数：36万9434人 最終投票率：66.95%（前回比：2.8%） （全国投票率：52.66%（6.66%））
| 当落 | 候補者名   | 年齢 | 所属党派   | 新旧 | 得票数    | 得票率 | 惜敗率 | 推薦・支持 | 重複 |
| ---- | ---------- | ---- | ---------- | ---- | --------- | ------ | ------ | ---------- | ---- |
| 当   | 古本伸一郎 | 49   | 民主党     | 前   | 126,498票 | 52.59% | ――     |            | ○    |
| 比当 | 八木哲也   | 67   | 自由民主党 | 前   | 97,167票  | 40.39% | 76.81% |            | ○    |
|      | 牧田充生   | 60   | 日本共産党 | 新   | 16,883票  | 7.02%  | 13.35% |            |      |

時の内閣：野田第3次改造内閣 解散日：2012年11月16日 公示日：2012年12月4日
当日有権者数：36万7599人 最終投票率：69.75%（前回比：8.83%） （全国投票率：59.32%（9.96%））
| 当落 | 候補者名   | 年齢 | 所属党派   | 新旧 | 得票数    | 得票率 | 惜敗率 | 推薦・支持   | 重複 |
| ---- | ---------- | ---- | ---------- | ---- | --------- | ------ | ------ | ------------ | ---- |
| 当   | 古本伸一郎 | 47   | 民主党     | 前   | 126,724票 | 51.86% | ――     | 国民新党推薦 | ○    |
| 比当 | 八木哲也   | 65   | 自由民主党 | 新   | 91,164票  | 37.31% | 71.94% |              | ○    |
|      | 渡辺裕     | 32   | 日本共産党 | 新   | 14,670票  | 6.00%  | 11.58% |              |      |
|      | 中根裕美   | 38   | 幸福実現党 | 新   | 11,807票  | 4.83%  | 9.32%  |              |      |

時の内閣：麻生内閣 解散日：2009年7月21日 公示日：2009年8月18日
当日有権者数：36万2700人 最終投票率：78.13%（前回比：3.13%） （全国投票率：69.28%（1.77%））
| 当落 | 候補者名   | 年齢 | 所属党派   | 新旧 | 得票数    | 得票率 | 惜敗率 | 推薦・支持 | 重複 |
| ---- | ---------- | ---- | ---------- | ---- | --------- | ------ | ------ | ---------- | ---- |
| 当   | 古本伸一郎 | 44   | 民主党     | 前   | 177,350票 | 64.02% | ――     |            | ○    |
|      | 土井真樹   | 49   | 自由民主党 | 前   | 91,334票  | 32.97% | 51.50% |            | ○    |
|      | 中根裕美   | 35   | 幸福実現党 | 新   | 8,326票   | 3.01%  | 4.69%  |            |      |

時の内閣：第2次小泉改造内閣 解散日：2005年8月8日 公示日：2005年8月30日
当日有権者数：34万6484人 最終投票率：75.0%（前回比：7.75%） （全国投票率：67.51%（7.65%））
| 当落 | 候補者名   | 年齢 | 所属党派   | 新旧 | 得票数    | 得票率 | 惜敗率 | 推薦・支持 | 重複 |
| ---- | ---------- | ---- | ---------- | ---- | --------- | ------ | ------ | ---------- | ---- |
| 当   | 古本伸一郎 | 40   | 民主党     | 前   | 132,730票 | 52.29% | ――     |            | ○    |
| 比当 | 土井真樹   | 45   | 自由民主党 | 新   | 105,631票 | 41.62% | 79.58% |            | ○    |
|      | 本村伸子   | 32   | 日本共産党 | 新   | 15,468票  | 6.09%  | 11.65% |            |      |

- 本村は第47-50回に比例東海ブロック単独で立候補し当選している。

時の内閣：第1次小泉第2次改造内閣 解散日：2003年10月10日 公示日：2003年10月28日
当日有権者数：33万8755人 最終投票率：67.25% （全国投票率：59.86%（2.63%））
| 当落 | 候補者名   | 年齢 | 所属党派   | 新旧 | 得票数    | 得票率 | 惜敗率 | 推薦・支持 | 重複 |
| ---- | ---------- | ---- | ---------- | ---- | --------- | ------ | ------ | ---------- | ---- |
| 当   | 古本伸一郎 | 38   | 民主党     | 新   | 181,747票 | 89.56% | ――     |            | ○    |
|      | 串田真吾   | 27   | 日本共産党 | 新   | 21,179票  | 10.44% | 11.65% |            |      |

時の内閣：第1次森内閣 解散日：2000年6月2日 公示日：2000年6月13日 （全国投票率：62.49%（2.84%））
| 当落 | 候補者名 | 年齢 | 所属党派   | 新旧 | 得票数    | 得票率 | 惜敗率 | 推薦・支持 | 重複 |
| ---- | -------- | ---- | ---------- | ---- | --------- | ------ | ------ | ---------- | ---- |
| 当   | 伊藤英成 | 58   | 民主党     | 前   | 130,473票 | 57.56% | ――     |            | ○    |
|      | 山中燁子 | 54   | 自由民主党 | 前   | 79,910票  | 35.25% | 61.25% |            | ○    |
|      | 佐藤義淳 | 59   | 日本共産党 | 新   | 13,862票  | 6.12%  | 10.62% |            |      |
|      | 塩沢勇   | 64   | 自由連合   | 新   | 2,422票   | 1.07%  | 1.86%  |            |      |

- 山中は第41回は比例単独候補で当選（新進党）。落選後、第44回以降は千葉2区で活動。

時の内閣：第1次橋本内閣 解散日：1996年9月27日 公示日：1996年10月8日 （全国投票率：59.65%（8.11%））
| 当落 | 候補者名 | 年齢 | 所属党派   | 新旧 | 得票数    | 得票率 | 惜敗率 | 推薦・支持 | 重複 |
| ---- | -------- | ---- | ---------- | ---- | --------- | ------ | ------ | ---------- | ---- |
| 当   | 伊藤英成 | 54   | 新進党     | 前   | 123,404票 | 55.48% | ――     |            |      |
|      | 浦野烋興 | 54   | 自由民主党 | 前   | 85,766票  | 38.56% | 69.50% |            | ○    |
|      | 大村義則 | 40   | 日本共産党 | 新   | 13,260票  | 5.96%  | 10.75% |            |      |